# کالافاتی
کالافاتی (به صربی: Kalafati) یک منطقهٔ مسکونی در صربستان است که در پریبوی واقع شده‌است. کالافاتی ۲۷۳ نفر جمعیت دارد.